# Tarzan chez les singes (roman)
Pour les articles homonymes, voir Tarzan chez les singes (film) et Tarzan (homonymie).
Tarzan chez les singes (titre original : Tarzan of the Apes), est un roman d'aventure de Edgar Rice Burroughs paru pour la première fois aux États-Unis en 1912 dans le magazine All-Story Magazine. 
En France, le roman est publié pour la première fois en 1926 chez Fayard. Ultérieurement, il est réédité sous les titres Tarzan (1946), Tarzan le Seigneur de la jungle (1970), Tarzan Des Grands Singes (1994) et Tarzan seigneur de la jungle (1986), avant de retrouver son appellation originale en 2019.  
Il s'agit du premier tome consacré aux aventures de Tarzan, et du troisième ouvrage de l'auteur après Une princesse de Mars (John Carter) et The Outlaw of Torn (un récit de chevalerie). Le roman a fait l'objet de nombreuses adaptations au cinéma comme Tarzan chez les singes de Scott Sidney (1918) ; Greystoke, la légende de Tarzan de Hugh Hudson avec  Christophe Lambert (1984 ) ; ou encore le classique d'animation Disney Tarzan (1999) et en bandes dessinées, par Russ Manning et Gaylord DuBois (1965), ou Christophe Bec et Stevan Subic (2021), notamment.

## Résumé
XIXe siècle. Partis depuis l'Angleterre, Lord John et Lady Alice Greystoke se retrouvent échoués sur les côtes de l'Afrique équatoriale à la suite d'une mutinerie. Alice donne naissance à un fils, John Clayton III, comte de Greystoke. À la mort de ses parents, l'enfant est élevé par les manganis, une espèce inconnue de la science qui partage des caractéristiques communes avec les hominidés. Doté de capacité physiques et intellectuelles hors-normes, il survit dans la jungle et devient Tarzan, « peau blanche » en langue grand-singe. 

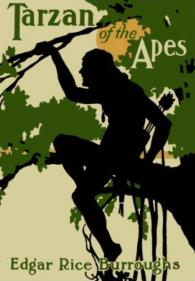
La couverture en couleur du même livre (Tarzan des singes, 1914).

Jeune adulte, après sa rencontre avec celle qui va devenir son épouse, Jane Porter, il est partagé entre la vie primitive de la jungle et les codes stricts de l'aristocratie anglaise...

## Éditions

### Version originale
- Titre : Tarzan of the Apes
- Parution en magazine : The All-Story, octobre 1912
- Parution en livre : A.C.McClurg & Co., 1914

### Éditions françaises en périodique
- Tarzan, "Hop-là", n° 1 à 20 (1937/1938)
- Tarzan, "Donald", n° 1 à 33 (1947)
- Tarzan, "Story", n° 241 à 286 (1950)

### Éditions françaises en livre
- Tarzan chez les singes (Fayard, 1926)
- Tarzan chez les singes (Fayard, 1932)
- Tarzan (Hachette, 1946)
- Tarzan le seigneur de la jungle (Édition Spéciale, 1970)
- Tarzan seigneur de la jungle (Néo, 1986)
- Tarzan des Grands Singes (Bibliothèque Verte, 1994)
- Tarzan seigneur de la jungle (10/18, 1998)
- Tarzan chez les singes (P.R.N.G. Éditions, 2019)[2].

## Adaptations

### Cinéma
- 1918 : Tarzan chez les singes (Tarzan of the Apes) de Scott Sidney avec Elmo Lincoln.
- 1981 : Tarzan, l'homme singe (Tarzan the Ape Man) de John Derek avec Miles O'Keeffe.
- 1983 : Greystoke, la légende de Tarzan (Greystone, the Legend of Tarzan, Lord of the Apes) de Hugh Hudson avec Christophe Lambert.
- 1999 : Tarzan de Kevin Lima et Chris Buck (Disney).
- 2013 : Tarzan de Reinhard Klooss.
- 2016 : Tarzan de David Yates avec Alexander Skarsgård et Margot Robbie.

### Télévision
- 1976-1982 : Tarzan, seigneur de la jungle (Tarzan, Lord of the Jungle) (36 épisodes)

### Bandes dessinées
En 1965, Russ Manning et Gaylord DuBois adaptent le roman de Tarzan of the Ape (précédant l'adaptation des neuf romans suivant de Burroughs, le dernier Tarzan lord of the jungle en 1968).
En 2011, le scénariste Arvid Nelson a adapté le roman original Tarzan of the Apes pour l'éditeur de comics américain Dynamite Entertainment. L'éditeur n'ayant pas eu l'accord des ayants droit de Edgar Rice Burroughs pour utiliser le titre « Tarzan », l’œuvre a été renommée Lord of the Jungle .
En 2021, aux Éditions Soleil, scénarisé par Christophe Bec et dessiné par Stevan Subic, parait une nouvelle adaptation de Tarzan seigneur de la jungle.
- 2023 - 2024, Tarzan, l'homme-singe Tomes 1 et 2, par Éric Corbeyran  (scénario) et Roy Allan Martinez (dessins), chez Glénat[6],[7].